# MexicanaClick
MexicanaClick, anteriormente Click Mexicana, foi uma companhia aérea mexicana com sede na Cidade do México. Sua base principal era o Aeroporto Internacional da Cidade do México.

## História
A companhia aérea foi fundada em 1975 e iniciou suas operações em 12 de julho de 1975 como Aerocaribe. Foi fundada por investidores privados de Yucatán, mas foi comprada pela Corporación Mexicana de Aviación em 23 de agosto de 1990. A Mexicana decidiu transferir sua frota de Fokker 100 para a Aerocaribe e mudar a marca da companhia aérea, com a Click Mexicana iniciando suas operações em julho de 2005.
A MexicanaClick, junto com a Mexicana de Aviación, encerrou as operações em 28 de agosto de 2010 após entrar com pedido de concordata no início do mês.

## Frota

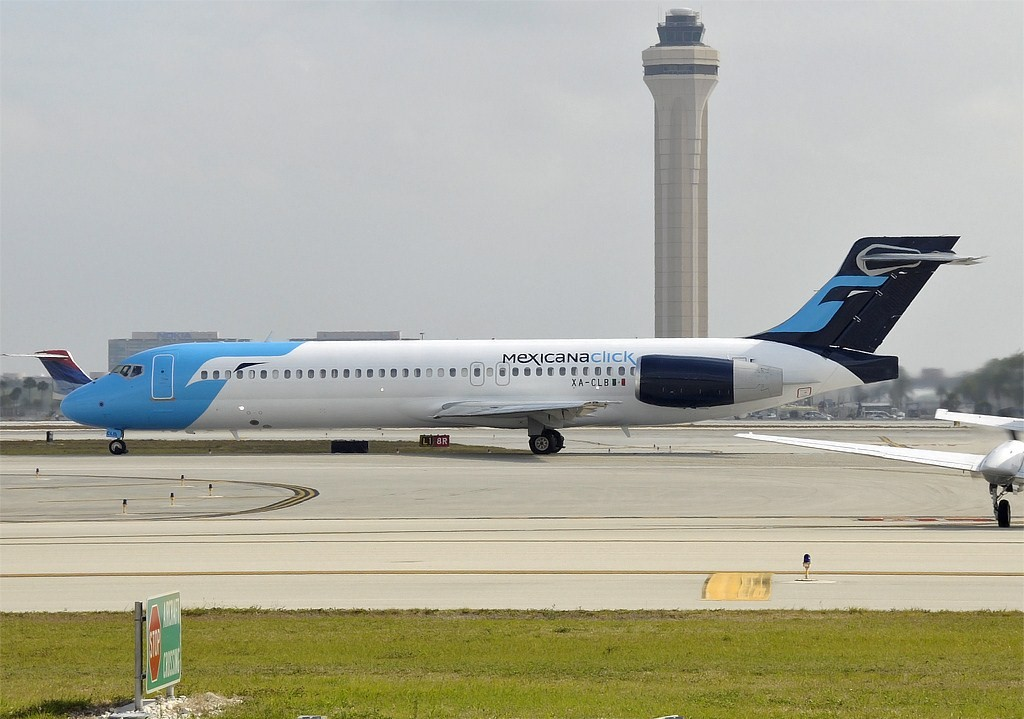
Um Boeing 717-200 da MexicanaClick

A frota da MexicanaClick consistia nas seguintes aeronaves (Março de 2010):
| Aeronaves      | Em Serviço | Ordens | Passageiros | Notas |
| -------------- | ---------- | ------ | ----------- | ----- |
| Boeing 717-200 | 16         | 9      | 104         |       |
| Fokker 100     | 8          | –      | 100         |       |
| Total          | 24         | 9      |             |       |

## Acidentes
- 11 de fevereiro de 2010: um Fokker 100 prefixo XA-SHJ, operando o Voo MexicanaClick 7222, pousou no Aeroporto Internacional Mariano Escobedo com o trem de pouso levantado depois que os pilotos relataram um defeito. A aeronave estava com destino a Novo Laredo, mas foi desviada para Monterrey devido à sua pista mais longa e melhores capacidades de resposta a emergências. Todos 96 ocupantes a bordo, entre passageiros e tripulantes, sobreviveram.[3]